# Seconde conjecture de Hardy-Littlewood

Graphique de pour. La conjecture est que quand.

En théorie des nombres, la seconde conjecture de Hardy-Littlewood prédit que la fonction de compte des nombres premiers est sous-additive.
Elle a été formulée en 1923.
Soit π(x) le nombre de nombres premiers p tels que p ≤ x, la conjecture postule que
π(x + y) - π(x) ≤ π(y)
pour tous x, y ≥ 2.
Ce qui signifie que le nombre de nombres premiers entre x + 1 et x + y est toujours inférieur ou égal au nombre de nombres premiers entre 1 et y.
Ceci est incompatible avec la première conjecture de Hardy-Littlewood, ainsi que l'a démontré Ian Richards en 1974.
La plupart des mathématiciens estiment donc que la conjecture est fausse et qu'un contre exemple doit exister pour x compris entre 1,5 × 10174 et 2,2 × 101 198.